# Benirredrá
Benirredrá (oficialmente y en valenciano Benirredrà) es un municipio español situado en la provincia de Valencia, en la Comunidad Valenciana. Se encuentra en la comarca de la Safor.

## Geografía

Localización en la comarca de la Safor

Situado en la Safor, en la vertiente este de la sierra de Falconera. La superficie del término es llana, con pequeñas ondulaciones por el oeste. Por su superficie, es el pueblo más pequeño de la comarca.
El clima es clima mediterráneo; los vientos dominantes son los del nordeste y sureste.
Desde Valencia, se accede a esta localidad a través de la N-332.

### Localidades limítrofes
El término municipal de Benirredrá está rodeado totalmente por el de Gandía de la provincia de Valencia.

## Historia
Establecer cuál fue su topónimo originario es una tarea bastante difícil; se barajan los de Bani-Reduan, Beninida y Bani-Rida. Tiene su origen en un alquería islámica dependiente del castillo de Bairén. Jaime II, en 1323, concedió el señorío a su hijo, Pere de Ribagorza el cual, en 1337, lo cedió a Guillem de Gascó. Más tarde sus dueños fueron los condes de Cardona, los cuales vendieron, en 1503, la propiedad a María Enríquez y de Luna, Duquesa de Gandía. Durante el siglo XIV la jurisdicción del pueblo estuvo compartida entre los jurados de Villa de Onteniente y el Capítulo de la Sede de Valencia. En el momento de la expulsión de los moriscos, que causó una fuerte crisis demográfica y económica, había 60 familias moriscas, de las cuales no quedó ninguna. La antigua alquería fue repoblada, probablemente con inmigrantes genoveses, gandienses y mallorquines muy cristianos y devotos. Los cristianos nuevos que permanecieron fueron muy jóvenes (niños) y muy pocos. Algunos cultivaban tierras de regadío, no obstante 37 años después tan sólo había 30 familias. A finales del siglo XVII, Francesc Escrivá unificó el poder señorial. A finales del siglo XVIII los Escrivá emparentan con los condes de Rótova y el señorío de Benirredrá permanece en el dominio de esta casa hasta la disolución de los señoríos en el siglo XIX.

## Demografía
Benirredrá cuenta con una población de 1561 habitantes (INE 2024).
| Gráfica de evolución demográfica de Benirredrá entre 1842 y 2021                                                    |
| |
| Población de derecho según los censos de población del INE Población de hecho según los censos de población del INE |

## Economía
En el regadío se cultivan cítricos, hortalizas y frutales. Se riega con aguas del río Vernisa.

## Administración y política
| Periodo   | Nombre                                                          | Partido       |
| --------- | --------------------------------------------------------------- | ------------- |
| 1979-1983 | Agustín Mafé Herrera                                            | PSPV-PSOE     |
| 1983-1987 | Agustín Mafé Herrera                                            | PSPV-PSOE     |
| 1987-1991 | Agustín Mafé Herrera                                            | PSPV-PSOE     |
| 1991-1995 | Joaquín Carbó Camarena                                          | PSPV-PSOE     |
| 1995-1999 | Joaquín Carbó Camarena                                          | PSPV-PSOE     |
| 1999-2003 | Joaquín Carbó Camarena                                          | PSPV-PSOE     |
| 2003-2007 | Pascual Ivars Ivars                                             | PSPV-PSOE     |
| 2007-2011 | Cristina Gutiérrez (2007-2010) Loles Cardona Llopis (2010-2011) | PP, PSPV-PSOE |
| 2011-2015 | Loles Cardona Llopis                                            | PSPV-PSOE     |
| 2015-2019 | Loles Cardona Llopis                                            | PSPV-PSOE     |
| 2019-2023 | Emili Falquet Sesmero (2019-2020) Elena Blanco Dols (2020-2023) | PSPV-PSOE     |
| 2023-act. | Elena Blanco Dols                                               | PSPV-PSOE     |

## Patrimonio
- Iglesia parroquial. Tiene por titular a San Lorenzo Mártir. Fue construida sobre una antigua mezquita en 1535. En el sagrario tiene varias tablas de la escuela de Ribera.
- Convento de las Esclavas del Sagrado Corazón. Estas religiosas tienen un convento de construcción moderna (1908-1908). Durante la guerra civil española fue utilizado como hospital. En la actualidad es parte del colegio de las Esclavas del Sagrado Corazón de Jesús y se utiliza para los ritos y actos de esta congregación religiosa.

De estilo neogótico destaca por sus dos grandes torres gemelas, su fachada compuesta por estatuas de santos y por un enorme rosetón. En el interior podemos encontrar un amplio conjunto de imágenes y cuadros religiosos del cual destaca el cristo crucificado del altar y el cuadro dedicado a San Francisco de Borja.
Es el edificio más emblemático del pueblo.
"Ermita de San Antonio". Dedicada al santo es, junto con Gandía, compartida por estas dos localidades. Anteriormente se dedicaba a los ritos religiosos durante la celebración de la festividad de San Antonio, el nombrado "porrat". Tras un periodo de deterioro, principalmente desde los años 70, fue restaurada y en la actualidad sólo se abren las puertas los días de la festividad, en el mes de enero, para ser visitado por turistas.

## Fiestas locales
- Fiestas Mayores. Se celebran entre el 10 y el 13 de agosto en honor a San Lorenzo, la Virgen del Carmen, San Luis y el Sagrado Corazón